# Пшеничное поле с воронами
«Пшеничное поле с воронами» (нидерл. Korenveld met kraaien, фр. Champ de blé aux corbeaux) — картина нидерландского живописца Винсента Ван Гога, написанная художником в июле 1890 года и являющаяся одной из самых знаменитых его работ.

## История
Картина была закончена предположительно 10 июля 1890 года, за 19 дней до смерти Ван Гога в Овер-сюр-Уазе. Существует версия, что Винсент покончил с собой в процессе написания этой картины; такая версия финала жизни художника была представлена в фильме «Жажда жизни», где актёр, играющий Ван Гога (Кирк Дуглас), стреляет себе в голову в поле, завершая работу над полотном. Тем не менее у этой теории нет никаких доказательств, кроме выраженной депрессивности картины, что, вероятно, и вызвало ассоциации с последовавшим вскоре самоубийством художника. Долгое время считалось, что это последняя работа Ван Гога, но исследование писем Винсента с высокой долей вероятности свидетельствует о том, что его последней работой стала картина «Пшеничные поля», хотя в этом вопросе всё ещё существует неоднозначность.
Обычно критики и искусствоведы рассматривают эту картину как отображение душевных терзаний художника. Полотно представляет собой мучительный крик боли, подчеркнутый вихревым ритмом мазков, через который художник проецирует свое душевное состояние и размеренность страдания на окружающую действительность.